# Kiowa (Oklahoma)
Kiowa és un poble dels Estats Units a l'estat d'Oklahoma. Segons el cens del 2000 tenia 693 habitants.

## Demografia
Segons el cens del 2000, Kiowa tenia 693 habitants, 293 habitatges, i 200 famílies. La densitat de població era de 207,4 habitants per km².
Dels 293 habitatges en un 28,7% hi vivien nens de menys de 18 anys, en un 56% hi vivien parelles casades, en un 8,2% dones solteres, i en un 31,4% no eren unitats familiars. En el 28,7% dels habitatges hi vivien persones soles el 15,4% de les quals corresponia a persones de 65 anys o més que vivien soles. El nombre mitjà de persones vivint en cada habitatge era de 2,37 i el nombre mitjà de persones que vivien en cada família era de 2,92.
Per edats la població es repartia de la següent manera: un 25% tenia menys de 18 anys, un 6,8% entre 18 i 24, un 26,6% entre 25 i 44, un 23,4% de 45 a 60 i un 18,3% 65 anys o més.
L'edat mediana era de 38 anys. Per cada 100 dones de 18 o més anys hi havia 93,3 homes.
La renda mediana per habitatge era de 22.614 $ i la renda mediana per família de 33.125 $. Els homes tenien una renda mediana de 22.188 $ mentre que les dones 20.000 $. La renda per capita de la població era de 17.948 $. Entorn del 16,6% de les famílies i el 20,1% de la població estaven per davall del llindar de pobresa.

## Poblacions més properes
El següent diagrama mostra les poblacions més properes.